# James Henry Randolph

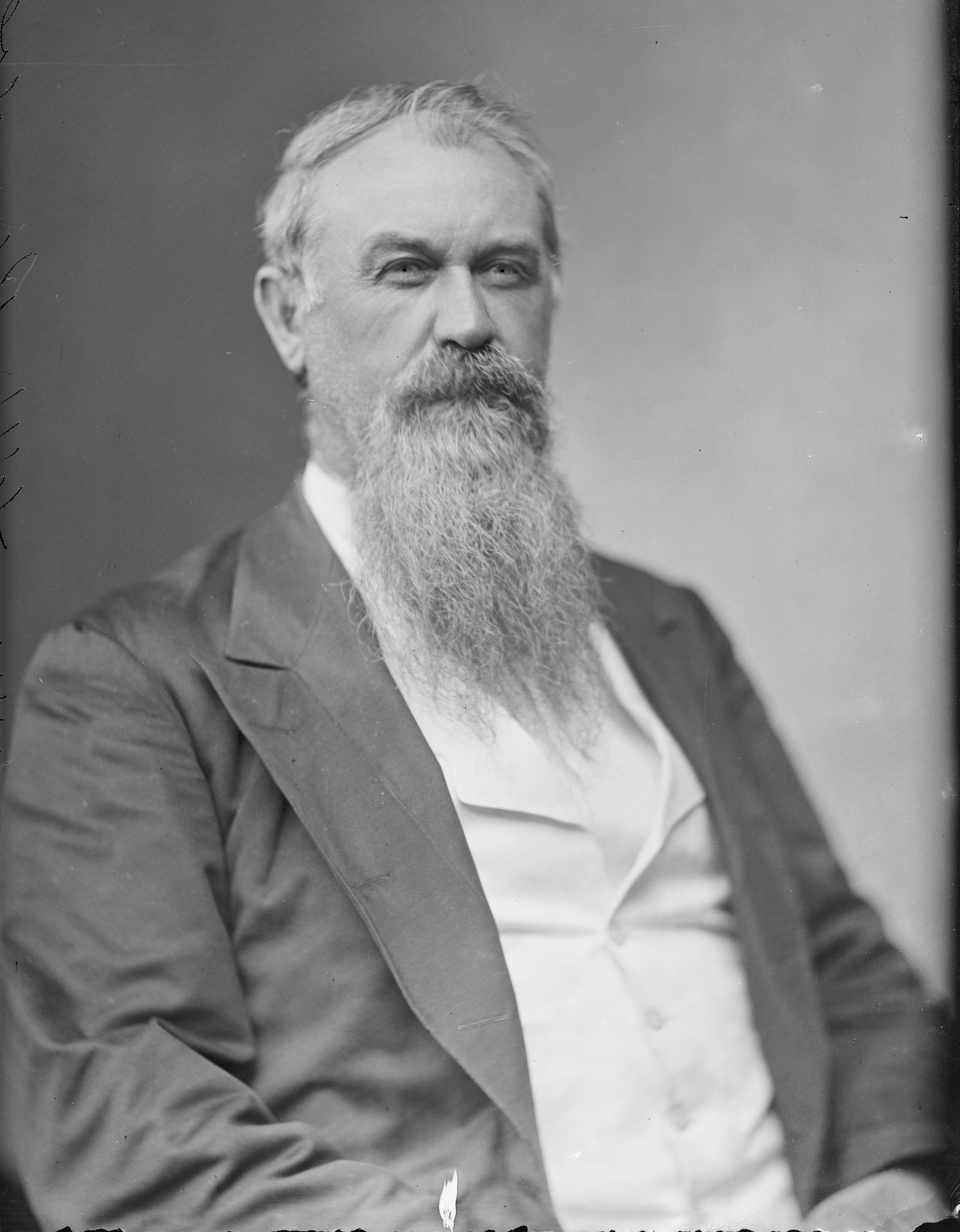
James Henry Randolph

James Henry Randolph (* 18. Oktober 1825 in Dandridge, Jefferson County, Tennessee; † 22. August 1900 in Newport, Tennessee) war ein US-amerikanischer Politiker. Zwischen 1877 und 1879 vertrat er den Bundesstaat Tennessee im US-Repräsentantenhaus.

## Werdegang
James Randolph besuchte zunächst die New Market Academy und danach das Holston College. Nach einem anschließenden Jurastudium und seiner im Jahr 1850 erfolgten Zulassung als Rechtsanwalt begann er in Dandridge in seinem neuen Beruf zu arbeiten. Gleichzeitig schlug er eine politische Laufbahn ein. Zwischen 1857 und 1861 war er mit einer Ausnahme im Jahr 1859 Abgeordneter im Repräsentantenhaus von Tennessee. 1865 wurde er in den Staatssenat gewählt. Im Jahr 1869 wurde er Richter im zweiten Gerichtsbezirk seines Heimatstaates.
Randolph war Mitglied der Republikanischen Partei. Bei den Kongresswahlen des Jahres 1876 wurde er im ersten Wahlbezirk von Tennessee in das US-Repräsentantenhaus in Washington, D.C. gewählt, wo er am 4. März 1877 die Nachfolge von William McFarland antrat. Bis zum 3. März 1879 konnte er eine Legislaturperiode im Kongress absolvieren. Nach seinem Ausscheiden aus dem Repräsentantenhaus zog sich James Randolph aus der Politik zurück. In den folgenden Jahren arbeitete er in der Landwirtschaft. Er starb am 22. August 1900 in Newport.